# Ixodes columnae
Ixodes columnae är en fästingart som beskrevs av Takada och Fujita 1992. Ixodes columnae ingår i släktet Ixodes och familjen hårda fästingar. Inga underarter finns listade i Catalogue of Life.